# Микола-Мирослав Петрецький
Микола-Мирослав Петрецький (рум. Petreţchi Miroslav, Вишня Рівня) — румунський політик, депутат, президент Союзу українців Румунії.

## Біографія
Народився в селі Вишня Рівня Марамуреського повіту, Румунської РСР. Село, фактично, складається із українців (95,6%), румуни — 3,7%.
Навчався у коледжі імені Драґоша Води у місті Сигіт. Далі закінчив економічний факультет Клузького університету імені Бабеша-Бойоя і юридичний факультет за спеціальністю «адміністративне право та статус державного службовця».
У 2006 році разом із професором Іваном Арделяном заснував Клузьку філію Союзу українців Румунії.
У 2006–2011 роках був заступником голови Клузької філії Союзу українців Румунії, був членом ради Союзу українців Румунії.
У 2009–2012 роках працював радником депутата румунського парламенту, голови Союзу українців Румунії Стапана Бучути. З 2011 до 2014 р. був радником з економічних питань Союзу українців Румунії.
З 2013 до 2015 року працював на посаді відповідального з питань фінансів Союзу українців Румунії, а з 2014 року займав посаду директора з питань економіки та фінансів Союзу українців Румунії. 
Наприкінці 2016 року став депутатом парламенту Румунії.

## Діяльність
Ставши депутатом у 2016 році почав відвідувати румунські села, де більшість складають українці. Серед питань, які вирішив — забезпечення українських класів і шкіл українськими підручниками. Зустрічався із Климкіним.

## Нагороди
- Орден «За заслуги» III ступеня (Україна, 22 серпня 2020) — за вагомий особистий внесок у зміцнення міжнародного авторитету України, розвиток міждержавного співробітництва, плідну громадську діяльність[6].